# Semoule de manioc
La semoule de manioc est une sorte de farine granuleuse, généralement fabriquée à partir de tubercules de manioc doux. La taille des grains peut être choisie pour obtenir des semoules plus ou moins fines. Elle est employée en cuisine dans diverses préparations, notamment gâteaux de semoule, potages, attiéké, attoukpou et tapioca et sert à la fabrication des pâtes alimentaires.  
Pour la fabrication de l'attiéké, le manioc est broyé, une petite partie mise à fermenter dans l'eau pendant des jours, l'autre partie essorée, séchée au soleil et vannée. La semoule de manioc ainsi obtenue est mise à cuire à la vapeur.